# Sly (opera)

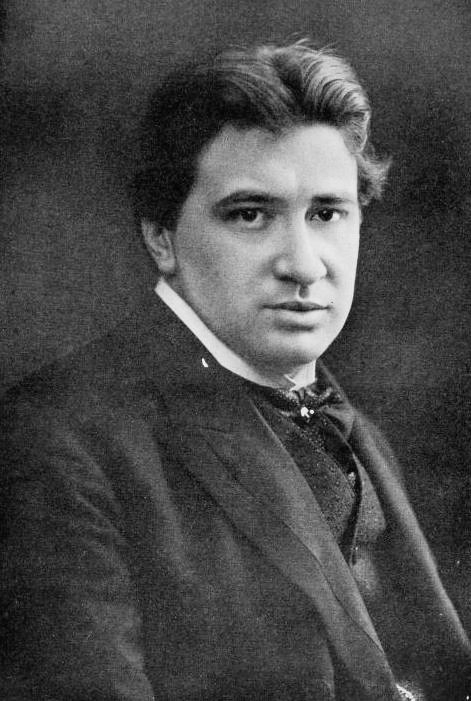
Ermanno Wolf-Ferrari 1906

Sly, ovvero La leggenda del dormiente risvegliato (Sly, eller Legenden om den återuppväckta sömngångaren) är en opera i tre akter med musik av Ermanno Wolf-Ferrari och libretto av Giovacchino Forzano efter prologen till Shakespeares komedi Så tuktas en argbigga.

## Historia
Librettot till Sly hade först blivit erbjudet till Giacomo Puccini, som dock ansåg det oanvändbart. Operan hade premiär den 29 december 1927 på La Scala i Milano.

## Personer

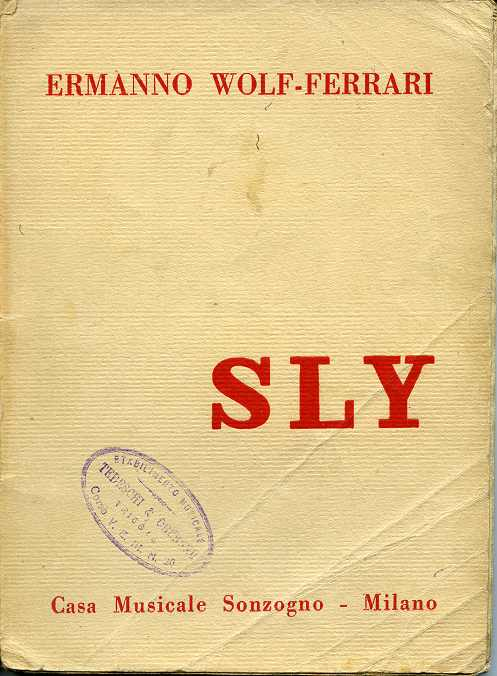
Librettots titelsida.

- Sly (tenor)
- Dolly (sopran)
- Earlen av Westmoreland (baryton)
- John Plake (bas)
- En page (sopran)
- Rosalina (sopran)
- Värdshusvärdinnan (mezzosopran)
- Domaren (tenor)

## Handling
Poeten Sly möter earlen av Westmoreland på en taverna. Earlen bestämmer sig för att skoja med Sly och super ned honom. Därpå låter han föra Sly till sitt slott där han iklädes fina kläder. När Sly vaknar upp övertygar alla honom om att han är en aristokrat och att han har vaknat upp efter att ha legat i koma i tio år och tappat minnet. Earlens älskarinna Dolly, som var närvarande på tavernan, spelar rollen som Slys hustru. Efter ett tag upptäcker hon att hon verkligen älskar Sly. Men Sly upptäcker att han har blivit lurad. Han arresteras och kastas på skämt i slottskällaren. Förtvivlad skär han upp sina handleder och förblöder till döds. Dolly kommer för att betyga honom sin kärlek men anländer för sent.